# Ah Kong
Ah Kong (Cinese: 阿公) fu un'organizzazione criminale cinese (non una triade) coinvolta nel traffico di eroina tra gli anni settanta e novanta. Fu uno dei più grandi traffici di droga al mondo, condotto tra Singapore e Amsterdam e con rifornimenti provenienti da Bangkok. Dopo l'omicidio del boss di Ah Kong nel 1997, ad Amsterdam hanno cominciato a perdere di influenza. Un altro capo morì nel marzo 2010.

## Storia
Ah Kong è cresciuta e prosperata fino al 1978. Quando il Central Narcotics Bureau (CNB) di Singapore venne a conoscenza delle sue attività, furono mandati agenti sotto copertura ad Amsterdam ed in altre città europee per verificarne le attività.
Condivisero le informazioni acquisite con le altre forze di polizia del sud-est asiatico, dell'Europa e degli Stati Uniti.
Le autorità di Singapore scoprirono che l'organizzazione era composta da marinari e latitanti, e che vi erano 4 capi, uomini-chiave.
Ha una chiara gerarchia come quella di una impresa.
Han diversificato le loro attività in ristoranti, traffico di diamanti, agenzie viaggio, night club, gioco d'azzardo e nella compravendita di film di Kung fu a basso costo ad Hong Kong.

### Oggi
Sebbene il periodo d'oro di questa organizzazione criminale sia passato, sono ancora attivi alcuni membri che operano in modo individuale o in piccoli gruppi, sparsi tra l'Europa, l'Asia e l'Australia, e altre si sono uniti ad altri gruppi.